# Busqueta groga muntanyenca
La busqueta groga muntanyenca (Iduna similis) és una espècie d'ocell de la família dels acrocefàlidss (Acrocephalidae).

## Hàbitat i distribució
Habita boscos i canyars de bambú de les muntanyes africanes, a la República Democràtica del Congo, sud-est del Sudan, Uganda, oest i centre de Kenya, Ruanda, Burundi, Tanzània, Zàmbia i nord de Malawi.